# Evolución de los dinosaurios

Evolución de los dinosaurios.

Los dinosaurios evolucionaron de los arcosaurios hace 232-234 Ma (millones de años atrás) en el Ladiniense, en la última parte de la mitad del Triásico. Dinosauria es un clado bien establecido, con un 98% de bootstrap. Se caracterizan, entre otras, por la pérdida del hueso postfrontal del cráneo y el alargamiento de la cresta deltopectoral del húmero.

## De arcosaurios a dinosaurios
La línea evolutiva que originó a los dinosaurios se puede seguir a través de los primeros arcosaurios (como las familias Proterosuchidae y Erythrosuchidae, y el género Euparkeria). Sus fósiles tienen una antigüedad de unos 250 Ma, en el  Triásico Medio. También el arcosaurio Ticinosuchus, entre 232-236 Ma. Los cocodrilos descendieron también de los arcosaurios en el Triásico Medio.
Los dinosaurios se pueden definir como el último antecesor común de aves (Saurischia) y Triceratops (Ornithischia) y todos los descendientes de ese antecesor. Con esa definición, los pterosaurios y otras especies de arcosaurios se alejan por poco de la clasificación de dinosaurios. Los pterosaurios son famosos porque volaron en los cielos del Mesozoico. Entre las especies de arcosaurios que prácticamente pierden la oportunidad de clasificarse como dinosaurios se encuentra Scleromochlus (220-225 Ma), Lagerpeton (230-232 Ma) y Marasuchus (230-232 Ma).

## Primeros dinosaurios

A: Eoraptor, un saurisquio primitivo; B: Lesothosaurus, un ornitisquio primitivo; C: pelvis de Staurikosaurus (Saurischia); D: pelvis de Lesothosaurus (Ornithischia).
A partir de esta figura se observa que los saurisquios primitivos se parecían a los ornitisquios primitivos, pero no a los modernos cocodrilos. Los saurisquios (pelvis de reptil) se distinguen de los ornitisquios (pelvis de ave) por poseer la configuración ancestral de los huesos pélvicos. La otra diferencia se encuentra en el cráneo: el de ornitisquios es más sólido y la unión con la mandíbula más flexible, características ambas de la dieta herbívora. Estos caracteres pueden observarse en Lesothosaurus.

Los primeros dinosaurios conocidos fueron carnívoros bípedos, con una longitud estimada de uno a dos metros. Spondylosoma podría haber sido uno de estos primeros representantes. Sus fósiles, todos postcraneales, tienen una antigüedad incierta, aunque se estima que son de hace 230-232 millones de años.
Los primeros fósiles de dinosaurios confirmados incluyen a los saurisquios Saturnalia (225-232 Ma), Herrerasaurus (220-230 Ma), Staurikosaurus (posiblemente 225-230 Ma), Eoraptor (220-230 Ma) y Alwalkeria (220-230 Ma). Saturnalia pudo ser un saurisquio o un prosaurópodo, mientras que el resto de ellos fueron saurisquios basales.
Los primeros ornitisquios incluyen a Pisanosaurus (220-230 Ma). Aunque Lesothosaurus tiene una antigüedad de hace 195-206 Ma, las características esqueléticas sugieren que se separó de la línea de los ornitisquios al menos tan pronto como Pisanosaurus.

## Saurischia
Dejando de lado a los saurisquios basales, el resto de los saurisquios están divididos en sauropodomorfos (Sauropodomorpha) y  terópodos (Theropoda). Los sauropodomorfos están, a su vez, divididos en prosaurópodos (Prosauropoda) y saurópodos (Sauropoda). Las distintas ramas evolutivas de los terópodos están en constante debate. Dinosauria (2004) los divide en los grupos Ceratosauria, Tetanurae basales, Tyrannosauroidea, Ornithomimosauria, Therizinosauroidea, Oviraptorosauria, Troodontidae, Dromaeosauridae y Avialae basales. Cada grupo se ramifica del tronco principal en una época posterior.

### Sauropodomorpha
Los primeros sauropodomorfos (Sauropodomorpha) fueron prosaurópodos (Prosauropoda). Estos se conocen desde el Triásico tardío hasta el Jurásico temprano (227-180 Ma). Los primeros prosaurópodos, como Thecodontosaurus, 220-205 Ma, todavía mantenían la postura bípeda ancestral y una gran cabeza en relación con el cuerpo.
Estos prosaurópodos evolucionaron hacia los saurópodos (Sauropoda), animales cuadrúpedos y herbívoros de tamaño gigantesco, alguno de los cuales alcanzaron al menos los 26 m de longitud. Entre las características que definen a este clado se encuentra que la proporción de la longitud de las extremidades anteriores en relación con las posteriores es mayor de 0,6, lo que significa que las extremidades anteriores son 1/3 más cortas que las posteriores. La mayoría de los saurópodos siguen el patrón mencionado, aunque una excepción es el género Brachiosaurus, que tiene las extremidades anteriores más largas que las posteriores, evolucionadas como consecuencia para alimentarse de los árboles altos como las actuales jirafas.
Los fósiles de saurópodos se conocen desde la época de los primeros dinosaurios hasta el evento de extinción K-T, es decir, desde los 227 a los 65 Ma, aunque la mayoría de las especies vivieron desde los 227 a los 121 Ma, en el Jurásico. Los saurópodos del Cretácico se dividen en dos grupos, aunque ambos vienen de Neosauropoda (sus primeros representantes vivieron hace unos 169 Ma): Titanosauriformes (132 - 65 Ma) y Diplodocoidea (121-65 Ma). Este último se divide, a su vez, en tres subgrupos: Titanosauria, Titanosauridae y Saltasauridae.
|  |  |

Con la excepción de Argentinosaurus (incluido para rellenar un hueco temporal), los gráficos expuestos sólo muestran la longitud de aquellos saurópodos de los que se conserva la práctica totalidad del esqueleto fosilizado. No se muestran saurópodos de talla muy grande porque sólo son conocidos por esqueletos muy incompletos. Lo proporción de la longitud del cráneo respecto al cuerpo es mucho mayor en Eoraptor que en los saurópodos. El cráneo más largo representado es el de Nemegtosaurus, del que no se piensa que sea un saurópodo particularmente grande. Éste fue encontrado próximo a un esqueleto de 11 m de longitud sin cráneo de Opisthocoelicaudia, y se ha sugerido que puedan pertenecer a la misma especie.
La relación entre la evolución de grandes herbívoros y grandes plantas es incierta. Alrededor de un 50% de las plantas coetáneas en el tiempo con los dinosaurios fueron coníferas; incrementaron en número en el Triásico hasta estabilizarse hace alrededor de 190 millones de años. Después de las coníferas se encuentran las cícadas, el segundo grupo más grande hasta hace unos 120 Ma. Los helechos estuvieron presentes en un número aproximadamente constante durante todo el tiempo. Las plantas con flores aparecieron hace unos 120 Ma, y fueron desplazando a las cícadas. Todos los dinosaurios herbívoros parece que sufrieron el evento de extinción de finales del Jurásico.

### Theropoda
Con mucho, los primeros fósiles de terópodos (Theropoda) (sin contar los saurisquios basales) son Coelophysoidea, clado que incluye al género Coelophysis y otros, desde el Triásico tardío hasta el Jurásico temprano (227-180 Ma). Los análisis cladísticos conectan algunas veces Coelophysoidea con Ceratosauria. Las características principales de ambos incluyen cambios en la estructura pélvica y en los miembros posteriores que difieren entre sexos. Otros Ceratosauria aparecieron por primera vez en el Jurásico Superior del oeste de América del Norte.
A éstos les siguen los Tetanurae basales, animales cuyos fósiles tienen una antigüedad que les sitúa desde la mitad del Jurásico hasta pasado el final del Cretácico Inferior (180-94 Ma). Se caracterizan por poseer una hilera de dientes en un maxilar relativamente corto. No todos se ramificaron de la línea evolutiva, conduciendo al mismo tiempo a los coelurosaurios Coelurosauria. Los tetanuros basales incluyen a megalosáuridos (Megalosauridae), espinosáuridos (Spinosauridae), un clado diverso de allosaurios (Allosauridae) y varios géneros de afinidades inciertas, incluyendo Compsognathus. Con la excepción de este último género, son animales con cuerpo grande. Los allosaurios forman un clado distinto ya que poseen características craneales comunes; aquí se encuentran géneros relativamente conocidos como Allosaurus y Sinraptor, entre otros.
La gran radiación de los terópodos en clados muy diferentes de Coelurosauria tuvo que ocurrir en la mitad del Jurásico Superior, porque Archaeopteryx vivió hace unos 154-152 Ma, y los análisis cladísticos mostraron que muchos otros grupos de Coelurosauria se ramificaron después de ese momento. Las evidencias fósiles de China sugieren que las primeras plumas se encontraron en coelurosaurios primitivos. Fósiles ocasionales de huesos y análisis cladísticos sitúan a Tyrannosauroidea ramificándose en época temprana de Theropoda (en el Jurásico Medio), aunque aún no se han descubierto esqueletos completos antes de Eotyrannus (127-121 Ma) y los parientes más cercanos de Tyrannosaurus no aparecen antes de 84 Ma (cerca del final del Cretácico Inferior). 
Los fósiles de Ornithomimosauria se conocen desde hace 127 Ma hasta hace 65. La primera rama de la línea principal de ornitomimosaurios se piensa que pudo estar compuesta por Harpymimus. Therizinosauroidea son terópodos inusuales ya que su dieta es herbívora y vivieron hace 127-65 Ma. Por su lado, Maniraptora (que incluye a Oviraptorosauria, deinonicosaurios y aves) se caracterizan por la presencia de una ulna con un eje curvo. Los fósiles de Oviraptorosauria se conocen desde hace 127 a 65 Ma, y se caracterizan por la ausencia de dientes en el cráneo y una cola inusualmente corta.
Los deinonicosaurios (Deinonychosauria), caracterizados por tener alargado y en forma de hoz el segundo dedo de la mano, están emparentados próximamente con las aves. Se dividen en dos familias, Troodontidae y Dromaeosauridae. Los troodóntidos fósiles se conocen desde los 127 a los 65 Ma y se caracterizan por tener una complexión muy esbelta junto con extremidades más largas. El troodóntido más antiguo descubierto es Sinornithoides. Los dromeosaurios existieron en el mismo intervalo de tiempo que los troodóntidos (a excepción de Utahraptor). Este género vivió hace entre 127 y 144 Ma, y según un análisis cladístico reciente, Utahraptor está, al menos, lo más lejano de los terópodos ancestrales como puede, incluso más lejanos que Archaeopteryx. Los dromeosaurios tienen un segundo dedo largo, e incluye a géneros como Dromaeosaurus, Deinonychus y Velociraptor.
Las aves antiguas (Avialae) incluye tanto a Aves (definidas como las descendientes del antepasado común de las aves modernas y Archaeopteryx) y los Epidendrosaurus más primitivos. Los fósiles de estos animales se extienden desde los 154 Ma, sobrepasan el límite K-T (65 Ma) y llegan hasta la actualidad. Se han descubierto decenas de esqueletos completos de Confuciusornis, representante temprano de Ornithurae (caracterizados por poseer un pigostilo óseo donde se anclan las plumas de la cola).

## Ornithischia
Ornithischia se acuñó para agrupar a los dinosaurios con la morfología de la pelvis similar a la de las aves, aunque éstas no descienden de este grupo taxonómico. El cráneo de los ornitisquios, así como su dentición, se modificó muy tempranamente para adaptarse a una dieta herbívora, características visibles en el género Lesothosaurus. Éste presenta, a su vez, una amplia proporción, una mandíbula superior menos flexible y más movilidad en la conexión con la mandíbula inferior. Los clados más importantes de ornitisquios se establecieron en el Jurásico Inferior, y se dividen en ornitisquios acorazados (Thyreophora) y no acorazados (Ornithopoda y Marginocephalia).

### Thyreophora
Las características más llamativa de los tireóforos (Thyreophora) es poseer el cuerpo cubierto de escudos duros formando una especie de armadura o coraza. Scutellosaurus se diferencia principalmente de Lesothosaurus por la característica mencionada, siendo en el resto relativamente similar. Tiene una cola larga y una postura bípeda-cuadrúpeda que le separa de todos los tireóforos posteriores, incluyendo Stegosauria y Ankylosauria. Aunque estos dos clados son completamente diferentes en su apariencia, comparten muchas características inusuales en el cráneo y esqueleto.
Los estegosaurios (Stegosauria) se reconocen fácilmente por la hilera de placas prominentes situadas en la línea media y dorsal de la espina a lo largo de su cuerpo, así como un conjunto de espinas situadas en la cola. La mayoría de los estegosaurios (aunque no el género Stegosaurus) tienen también una espina prominente en cada hombro. Ambas estructuras, espinas y placas, evolucionaron a partir de los escudos superficiales presentes ancestralmente. Huayangosaurus es el estegosaurio más antiguo y primitivo que se conoce.
Los anquilosaurios (Ankylosauria) se reconocen fácilmente por la extensa armadura corporal. El cráneo está fuertemente osificado. Se dividieron tempranamente en su evolución en Nodosauridae y Ankylosauridae, diferenciándose por características del cráneo.

### Ornithopoda
Los ornitópodos (Ornithopoda) se dividen en tres clados distintos: Heterodontosauridae, Hypsilophodontidae e Iguanodontia.
Los heterodontosáuridos (Heterodontosauridae) son dinosaurios ornitópodos de tamaño muy pequeño (con una longitud del cuerpo inferior a 1 m) y vivieron durante todo el Jurásico. Exceptuando a Abrictosaurus, todos tienen los caninos superiores cortos y los inferiores más largos. Las extremidades anteriores de los fósiles conocidos son inusualmente largas.
Los hipsilodóntidos (Hypsilophodontidae) tienen una morfología menos diferenciada (o más parecida) a sus ancestros que los heterodontosáuridos. La principal característica distintiva es la presencia de una escápula corta y de un proceso prepúbico en forma de varilla. El primer hipsilodóntido es Agilisaurus, del Jurásico Medio de China.
Los iguanodóntidos Iguanodontia forman un grupo diverso, aunque morfológicamente muy homogéneo. Las características principales del grupo incluyen la evolución de una batería de dientes, metacarpos con ligamentos unidos y una posición de la mano digitígrada al apoyarse en el suelo. Tenontosaurus es el iguanodóntido más basal. Otros géneros relativamente conocidos son Iguanodon, Camptosaurus y Muttaburrasaurus.

### Marginocephalia

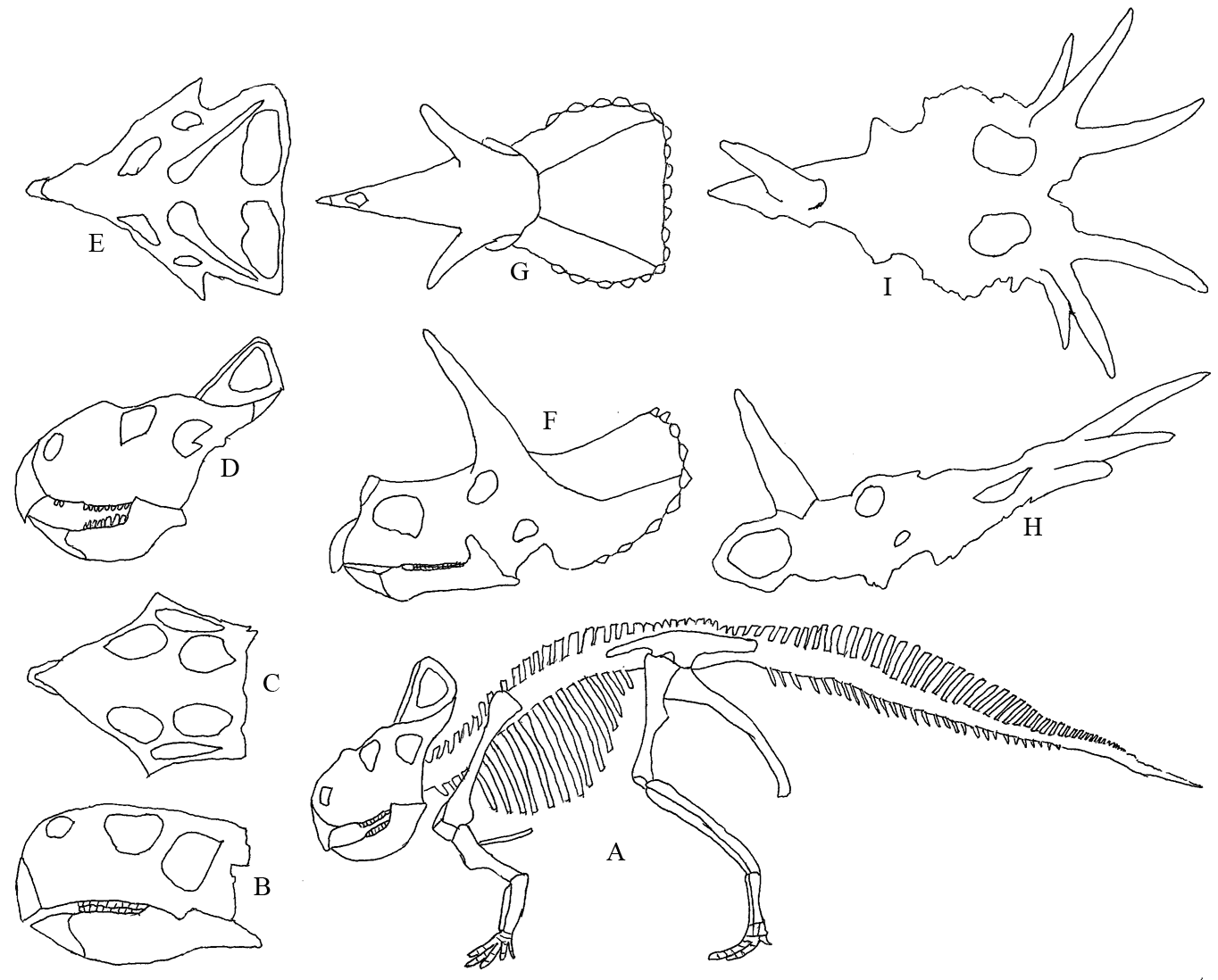
Variedad morfológica de los cráneos de ceratópsidos. A) Esqueleto de Protoceratops. De B) a I), cráneos. B) y C), cráneo de Psittacosaurus, lateral y superior respectivamente. D) y E), idem al anterior pero del género Protoceratops. F) y G) idem al anterior pero del género Triceratops. H) e I), idem al anterior pero del género Styracosaurus (la imagen de lateral no tiene la mandíbula).
La evolución de los ceratópsidos en el Cretácico va, aproximadamente, en esta dirección: Psittacosaurus (121-99 Ma) - Protoceratops (83 Ma) - Triceratops (67 Ma) y Styracosaurus (72 Ma). En vista lateral, el cráneo de Psittacosaurus se parece poco al de Styracosaurus; sin embargo, en vista superior se asemejan por su disposición pentagonal.

Los marginocéfalos (Marginocephalia) reciben el nombre por la protección del cuello que presentan en la parte posterior del cráneo El clado está formado por los paquicefalosaurios (Pachycephalosauria) y los ceratópsidos (Ceratopsia). Los paquicefalosaurios se caracterizan por el engrosamiento dorsal y frontal de su cráneo. El más antiguo es Stenopelix, del Cretácico Inferior de Europa. Los ceratópsidos, conocidos por dinosaurios como Protoceratops, Triceratops y Styracosaurus, ilustran la evolución de los cráneos con cuernos y el volante de protección. Dicho volante evolucionó del común de los marginocéfalos. Los ceratópsidos se separan en ceratópsidos basales y neoceratópsidos (Neoceratopsia).

## Registro fósil
Las primeras líneas evolutivas de los dinosaurios se diversificaron rápidamente durante el Triásico. Las diferentes especies evolucionaron hacia estructuras cada vez más especializadas explotando prácticamente todos los nichos ecológicos terrestres. Durante el periodo en el que los dinosaurios dominaron los sistemas terrestres, Jurásico y Cretácico, casi todos los animales terrestres conocidos de más de un metro eran dinosaurios.
Una medida de la calidad del registro fósil se obtiene comparando la fecha de la primera aparición con el orden de ramificación de un cladograma basado en la forma de los elementos fósiles. Existe una correspondencia próxima y cercana para ornitisquios, saurisquios y los respectivos subgrupos. La relación en el cladograma entre Coelophysidae y Ceratosauria es una excepción, y debería situar el origen de los celofísidos mucho más tarde. La explicación más simple es la convergencia evolutiva - los huesos de los ceratosaurios evolucionaron independientemente hasta conseguir una forma que le asemejaba a aquella de los primeros celofísidos. La otra posibilidad es que los ceratosaurios evolucionaran mucho más tempranamente de lo que el registro fósil deja constancia.
La mayoría de los fósiles de dinosaurios se han encontrado en los periodos Noriense-Sinemuriano, Kimmeridgiense-Titoniense y Campaniense-Maastrichtiense. La continuidad de las líneas evolutivas a través de los espacios temporales situados entre los periodos mencionados da muestra de la preservación de las formas en vez de la reducción de la diversidad o abundancia.